# Synchronous Meteorological Satellite

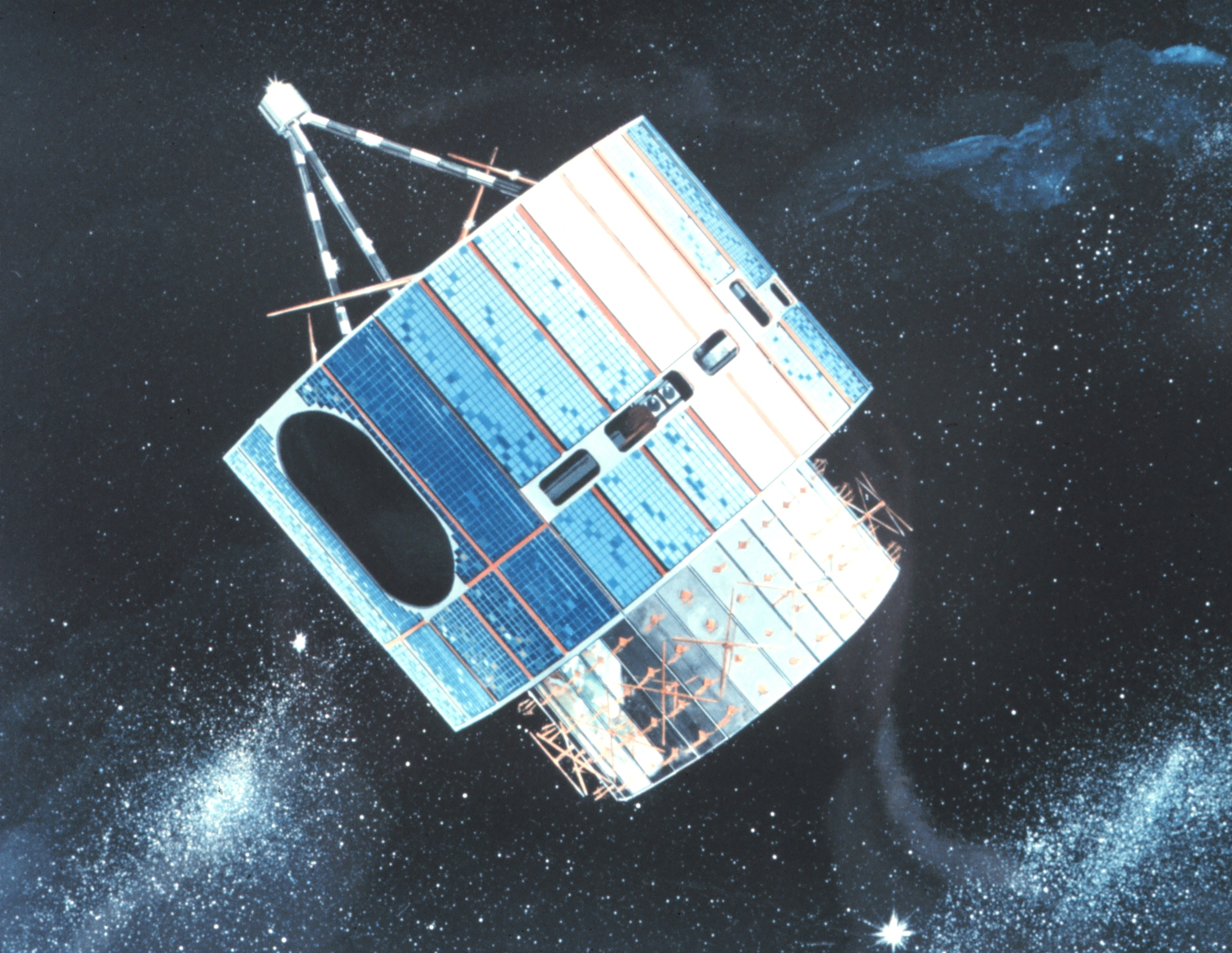
Concepção artística do satélite SMS

Para o programa Synchronous Meteorological Satellite (SMS), a NASA desenvolveu dois satélites meteorológicos que foram colocados em órbita geossíncrona. O SMS-1 foi lançado em 17 de Maio de 1974 e o SMS-2 em 6 de Fevereiro de 1975.
Ambos os satélites foram colocados em órbita por foguetes Delta 2914. Esse programa teve início depois do sucesso alcançado pelos satélites de pesquisa Applications Technology Satellite, que demonstraram na prática a viabilidade do uso de satélites em órbita geossíncrona para meteorologia.[carece de fontes?]
O programa Geostationary Operational Environmental Satellite, que hoje em dia dá suporte à previsão de tempo, rastreamento de tempestades severas e pesquisa meteorológicas nos Estados Unidos surgiu imediatamente depois do programa SMS. A NOAA ficou tão satisfeita com os resultados dos dois primeiros satélites SMS, que encomendou mais alguns sob essa nova designação. Na verdade, o satélite GOES 1 foi inicialmente designado como SMS-C. Os satélites: SMS-1 e 2, e os GOES-1, 2, e 3 eram basicamente idênticos, usando todos a mesma plataforma.
- O satélite SMS-2 sendo preparado.
- Foto do furacão Carlotta obtida pelo satélite SMS 2 em 5 de Julho de 1975 as 16:45 UTC.